# Diócesis de Kitui
La diócesis de Kitui (en latín: Dioecesis Kituiensis, en inglés: Roman Catholic Diocese of Kitui y en suajili: Jimbo Katoliki la Kitui) es una circunscripción eclesiástica de la Iglesia católica en Kenia. Se trata de una diócesis latina, sufragánea de la arquidiócesis de Nairobi. Desde el 17 de marzo de 2020 su obispo es Joseph Mwongela.

## Territorio y organización
La diócesis tiene 30 346 km² y extiende su jurisdicción sobre los fieles católicos de rito latino residentes en los exdistritos civiles de Kyuso, Mwingi, Kitui y Mutomo de la extinta (desde 2013) provincia Oriental.
La sede de la diócesis se encuentra en la ciudad de Kitui, en donde se halla la Catedral del Sagrado Corazón de Jesús.
En 2019 en la diócesis existían 28 parroquias.

## Historia
La prefectura apostólica de Kitui fue erigida el 20 de febrero de 1956 con la bula Quoniam superna del papa Pío XII, obteniendo el territorio de la diócesis de Meru y de la arquidiócesis de Nairobi.
El 16 de noviembre de 1963, la prefectura apostólica fue elevada a diócesis con la bula Christi evangelium del papa Pablo VI.

## Estadísticas
Según el Anuario Pontificio 2020 la diócesis tenía a fines de 2019 un total de 238 575 fieles bautizados.
| Año                                                                             | Población            | Población | Población      | Sacerdotes | Sacerdotes    | Sacerdotes    | Bautizados por sacerdote | Diáconos permanentes | Religiosos | Religiosos | Parroquias |
| Año                                                                             | Bautizados católicos | Total     | % de católicos | Total      | Clero secular | Clero regular | Bautizados por sacerdote | Diáconos permanentes | Varones    | Mujeres    | Parroquias |
| ------------------------------------------------------------------------------- | -------------------- | --------- | -------------- | ---------- | ------------- | ------------- | ------------------------ | -------------------- | ---------- | ---------- | ---------- |
| 1969                                                                            | 12 011               | 301 000   | 4.0            | 37         | 37            |               | 324                      |                      |            | 27         | 12         |
| 1980                                                                            | 39 288               | 442 000   | 8.9            | 34         | 2             | 32            | 1155                     |                      | 34         | 34         |            |
| 1990                                                                            | 76 471               | 530 000   | 14.4           | 38         | 16            | 22            | 2012                     |                      | 24         | 50         | 17         |
| 1999                                                                            | 125 869              | 840 471   | 15.0           | 40         | 26            | 14            | 3146                     |                      | 20         | 53         | 21         |
| 2000                                                                            | 134 450              | 864 000   | 15.6           | 39         | 28            | 11            | 3447                     |                      | 18         | 47         | 21         |
| 2001                                                                            | 138 762              | 219 917   | 63.1           | 37         | 31            | 6             | 3750                     |                      | 13         | 45         | 21         |
| 2002                                                                            | 134 804              | 230 913   | 58.4           | 36         | 27            | 9             | 3744                     |                      | 16         | 73         | 22         |
| 2003                                                                            | 137 130              | 918 406   | 14.9           | 42         | 34            | 8             | 3265                     |                      | 15         | 67         | 23         |
| 2004                                                                            | 143 106              | 945 958   | 15.1           | 46         | 41            | 5             | 3111                     |                      | 12         | 69         | 23         |
| 2006                                                                            | 241 848              | 1 091 530 | 22.2           | 56         | 51            | 5             | 4318                     |                      | 12         | 105        | 24         |
| 2013                                                                            | 290 000              | 1 295 000 | 22.4           | 68         | 66            | 2             | 4264                     |                      | 10         | 92         | 24         |
| 2016                                                                            | 213 441              | 1 387 583 | 15.4           | 76         | 74            | 2             | 2808                     |                      | 9          | 93         | 26         |
| 2019                                                                            | 238 575              | 1 039 960 | 22.9           | 75         | 75            |               | 3181                     |                      | 8          | 93         | 28         |
| Fuente: Catholic-Hierarchy, que a su vez toma los datos del Anuario Pontificio. |                      |           |                |            |               |               |                          |                      |            |            |            |

## Episcopologio
- William Dunne, S.P.S. † (19 de octubre de 1956-2 de noviembre de 1995 retirado)
- Boniface Lele † (2 de noviembre de 1995-1 de abril de 2005 nombrado arzobispo de Mombasa)
  - Sede vacante (2005-2008)
- Anthony Muheria (28 de junio de 2008-23 de abril de 2017 nombrado arzobispo de Nyeri)
  - Sede vacante (2017-2020)[nota 1]
- Joseph Mwongela, desde el 17 de marzo de 2020